# Tritteling-Redlach
Tritteling-Redlach là một xã trong vùng Grand Est, thuộc tỉnh Moselle, quận Boulay-Moselle, tổng Faulquemont. Tọa độ địa lý của xã là 49° 04' vĩ độ bắc, 06° 37' kinh độ đông. Tritteling-Redlach nằm trên độ cao trung bình là 380 mét trên mực nước biển, có điểm thấp nhất là 305 mét và điểm cao nhất là 406 mét. Xã có diện tích 6,0 km², dân số vào thời điểm 1999 là 401 người; mật độ dân số là 66 người/km².

## Thông tin nhân khẩu
| 1962 | 1968 | 1975 | 1982 | 1990 | 1999 |
| ---- | ---- | ---- | ---- | ---- | ---- |
| 235  | 241  | 283  | 413  | 440  | 401  |